# Mythica: A vaskorona legendája
A Mythica: A vaskorona legendája (eredeti cím: Mythica: The Iron Crown) 2016-ban bemutatott amerikai film, amelyet John Lyde rendezett. A Mythica filmsorozat 4. része.
A forgatókönyvet Jason Faller és Kynan Griffin írta. A producere Jennifer Kirkham. A főszerepekben Melanie Stone, Adam Johnson, Jake Stormoen, Phillip Brodie, Matthew Mercer és Nicola Posener láthatóak. A zeneszerzője James Schafer. A film gyártója az Arrowstorm Entertainment, forgalmazója a Highland Film Group. Műfaja fantasy film.
Amerikában 2016. május 14-én mutatták.

## Szereplők
| Szereplő   | Színész                  | Magyar hang            |
| ---------- | ------------------------ | ---------------------- |
| Marek      | Melanie Stone            | Ruttkay Laura          |
| Gojun Pye  | Kevin Sorbo              | Kőszegi Ákos           |
| Thane      | Adam Johnson             | Horváth-Töreki Gergely |
| Dagen      | Jake Stormoen            | Berkes Bence           |
| Teela      | Nicola Posener           | Makay Andrea           |
| Hammerhead | Christopher Robin Miller | Berzsenyi Zoltán       |
| Caia-Bekk  | Ashley Santos            | Mohácsi Nóra           |
| Admirális  | Eve Mauro                | Pikali Gerda           |
| Thorsten   | James Gaisford           | Szabó Máté             |
| Mauranall  | TBA                      | Szatmári Attila        |
| Charlotte  | TBA                      | Pekár Adrienn          |
| Segéd      | TBA                      | Renácz Zoltán          |